# Mahmoud Shabestari
Mahmoud Shabestari (cu numele complet محمود سعدالدين شبسترى, născut în 687/1288 la Shabestar și mort în 720/1320-1321 la Tabriz) este o figură de seamă în istoria spiritualității iraniene, fiind considerat unul din marii șeici sufiți din Azerbaidjan și un mare poet al secolului XIV.

## Viața
Shabestari și-a trăit cei treizeci și trei de ani de viață în orașul Tabriz, capitala Azerbaijanului, într-o epocă în care, sub suveranii mongoli, Tabrizul era un loc de întâlnire a numeroși savanți și personaje eminente. A fost educat și specializat în simbolistica lui Ibn Arabi. 
Nu se cunosc foarte multe detalii despre viața sa, dar se știe că a crescut într-o epocă de confuzie spirituală generată în urma invaziei mongolilor și a căderii Bagdadului din 1258. Cu toate acestea, perioada nu a marcat decât începutul epocii de aur a sufismului persan.
Tabriz devenise noua capitală a Imperiului Mongol, iar reprezentanții islamului și ai creștinismului se luptau pentru favorurile mongolilor. Datorită întrepătrunderii celor două religii, opera lui va arăta cunoștințele și influențele creștine pe care le-a căpătat într-un astfel de mediu. Totuși, nemulțumit de situația la acea vreme, Shabestari se va retrage în spiritualitate și misticism. Devine discipol al șeicului Bahauddin Yaghoub Tabrizi, cei doi fiind îngropați împreună în mausoleul din Shabestar.

## Opera
Shabestari a lăsat în urmă mai multe tratate de sufism, în proză și în versuri, dintre care cel mai celebru a rămas Grădina de trandafiri a Misterului (persană: مثنوی گلشن راز). Acest poem are aproximativ o mie de distihuri, în care autorul încearcă să răspundă la șaptesprezece întrebări puse de către Mir Hosayni Sadat Harawi asupra teosofiei mistice ('irfan) și a căii spirituale (soluk). Punctul său de vedere asupra realizării spirituale este asemănător cu cel al lui Ibn Arabi, dar exprimarea ia forma limbajului poetic persan.
Printre temele abordate se numără: căutarea mistică și obiectul său, Omul Perfect, simbolurile amiezii, Sinaiul, Simorgh și muntele Qaf, A'raf-ul și lumea intermediară, Coranul cosmic, cei șapte imami ai numelor divine, călătoria în sine, etc. Poemul a fost studiat din generație în generație, existând aproape douăzeci de comentarii asupra lui pentru a-i explica limbajul codificat și aluziile uneori indescifrabile, dintre care cel mai important este acela al lui Shamsoddin Mohammad Gilani Lahiji. Opera lui Shabestari a pătruns în Europa în jurul anilor 1700 și în scurt timp a fost apreciată de către cititorii creștini interesați de misticism.
Printre alte opere ale sale se numără: Cartea fericirii (persană: سعادت‌نامه), în 3000 distihuri, și Adevărul Certitudinii despre cunoașterea Stăpânului lumii (arabă: حق اليقين في معرفة رب العالمين), cea din urmă fiind singura sa lucrare în proză.
Ai auzit multe despre această lume, totuși câte ai văzut din lumea aceasta? 
Care este forma și substanța ei?
Ce este Simurgh, și ce este muntele Qaf?
Ce este Hades și ce sunt Raiul și Iadul?
Ce este acea lume nevăzută, a cărei zi este egală cu un an din aceasta?
Vino și ascultă sensurile.
Ești în somn, iar vederea ta este un vis, tot ce vezi este un miraj
Când te trezești în dimineața ultimei zile, vei ști că toate acestea sunt o iluzie
Când vei înceta să privești dual, Pământul și Cerul se vor transforma
Atunci când adevăratul soare îți dezvăluie fața sa, luna, stelele și Venus vor dispărea
Dacă o rază va cădea asupra pietrei grele, ea se va sparge în bucățele, la fel ca lâna de felurite culori.

( din Grădina de trandafiri a misterului: Visul vieții )

## Simbolistică
Ca și în cazul altor poezii mistice persane, Shabestari folosește simboluri ale iubirii pământene și ale frumuseții pentru a ascunde adevăratele înțelesuri de mințile profane ale cititorilor. Dintre ele amintim:
- îmbrățisările și săruturile: reprezintă încântarea iubirii
- somnul: reprezintă contemplația
- parfumul: dorința de a se bucura de favoruri divine
- idolatrii: oamenii credinței pure (și nu necredincioșii)
- vinul: cunoaștere spirituală, iar vânzătorul de vin este ghidul spiritual
- cârciuma: locul unde pelerinul se „îmbată” de dragoste divină
- beția: extazul religios, iar voioșia ce rezultă în urma ei este bucuria resimțită în preajma divinității
- obrazul: esența numelor și calităților divine
- răsăritul: lumea spiritelor pure, cele mai apropiate de Dumnezeu.

Bea vin! Căci cupa este fața Prietenului.
Bea vin! Căci cupa este ochiul Lui, îmbătat de vin.
Bea vin! Și stai departe de răceala inimii
Căci un bețiv este mai bun decât cel mulțumit de sine.

( din Grădina de trandafiri a misterului: Vinul extazului )

## Idei
Deși nu este la fel de fermecător ca Hafiz, la fel de original ca Rumi sau la fel de elegant stilistic precum Jami, unii critici consideră că Shabestari se situează deasupra tuturor în ceea ce privește concizia și precizia exprimării. El cheamă omenirea cu înflăcărare pentru a căuta adevărul, să caute substanța și nu iluzia, să ignore ademenirile iubirii pământene, și în schimb să se concentreze asupra iubirii divine.
În viziunea lui Shabestari, călătoria către cel Preaiubit are doar două etape: moartea sinelui inferior și unirea cu Adevărul. Sufletul omului este vulnerabil din cauza pasiunilor care îl amenință tot timpul, dar totodată în el se află și o înclinație naturală către Dumnezeu și către sfințenie. Dacă omul își urmează înclinația, va fi călăuzit de Dumnezeu către El însuși, iar îndepărtând urmele individualității sale, va întâlni și se va uni cu Adevărul. Aceasta este starea în care se găsesc sfinții și profeții, în viziunea lui Shabestari, însă omul obișnuit nu poate rămâne în această uniune pentru totdeauna, el trebuie să se întoarcă la viața lumească. În această călătorie „de sus în jos”, omul „sfințit” trebuie să continue să respecte legile și modul de viață ale societății.  